# Собор Святого Иакова (Рига)
Собор Святого Иакова (латыш. Svēta Jēkaba katedrāle; историческое название нем. Jakobskirche, рус. Яковлевская церковь) — памятник кирпичной готики, четвёртая по величине церковь Риги, главная католическая церковь Латвии, кафедральный собор Рижской архиепархии. На протяжении нескольких веков (начиная с периода шведского владычества и заканчивая серединой 1920-х годов) являлась кафедральной лютеранской церковью.

## История
С точки зрения архитектурной принадлежности здание представляет собой образец переходного периода от романики к готике. Впервые церковь на этом участке, находившемся за пределами средневекового города, упоминается в 1225 году. Этот год выгравирован на центральном западном фасаде церкви как предположительный год постройки Яковлевской церкви. Вход ранее располагался с северной стороны, о чём сегодня косвенно свидетельствует характерная стрельчатая арка. Через тридцать лет, в 1255 году, в непосредственной близости от главной церкви рижских пригородов (каковой изначально и являлась церковь святого Иакова) был отстроен монастырь для монахинь цистерцианского ордена.
Для проведения служб помещение церкви поначалу использовали монахи-рыцари Ливонского ордена, военно-религиозной организации, которая на протяжении более чем двух с половиной веков в соответствии с системой средневековых иерархических отношений являлась феодальным сеньором Риги. Параллельно с членами Ливонского ордена в церкви устраиваются богослужения для монахинь-цистерцианок из соседнего монастыря Пресвятой Девы Марии, которых в народе именовали «поющими девами».
Изначально церковь располагалась за пределами крепостных укреплений, на территории рижского пригорода, поэтому её активно посещали жители городских окрестностей. Благодаря этому в более поздний период церковь святого Якова стяжала прозвище «самой знаменитой сельской церкви Латвии». Лишь к 1262 году, когда площадь Риги по указу членов магистрата была существенно расширена, Яковлевский храм вместе с пригородными участками был официально включен в состав города-крепости. Эта метаморфоза повлияла на уровень привилегированности жителей этого «деревенского» района средневековой Риги, которые выиграли в статусе благодаря присоединению к центру. Кстати, с вхождением в состав Риги предместий-посадов церковь Святого Якова также автоматически получила более высокий статус городского храма.
Приблизительно с 1430 года контроль над церковью Святого Иакова начал осуществлять город Рига.

### Период Реформации
В 1522 году, в условиях гегемонии католических догматов, когда ещё не было точно известно, одержит ли Реформация победу в Риге, или католическая аристократическая немецкая верхушка всё же возьмёт верх, рижане осмелились провести в этой церкви первое в истории города богослужение по лютеранскому образцу. Тем не менее в 1524 году, в разгар антикатолических волнений церковь подверглась беспощадному разгрому, результатом которого было полномасштабное уничтожение интерьера. Такая незавидная участь была абсолютно у всех католических церквей Риги.
Уже вскоре, в 1525 году стало понятно, что в контексте скорее социополитической, чем конфессиональной борьбы между выходцами из разных сословий, представители лютеранского учения одержали волевую победу над католиками, В этом же году, в ознаменовании конфессиональной победы протестантского населения, Яковлевская церковь обрела статус главной церкви первой лютеранской общины Ливонии. Во многом на окончательную победу лютеранства оказал влияние радикальный проповедник из Северной Германии Мельхиор Гофман, который был изгнан гораздо менее революционно настроенными соотечественниками из родного края, поскольку активно ратовал за разрушение старого «закоснелого» мира и за строительство нового на руинах прежнего.

### Центр иезуитов
Вскоре в 1582 году церковь была выкуплена у горожан польским королём Стефаном Баторием, чья власть была установлена над Ригой примерно в это же время, и передана обществу иезуитов (обществу Святого Иисуса). Однако в ходе продолжительных «Календарных беспорядков», причинивших немало вреда интерьерам нескольких рижских церквей, прямо во время богослужения иезуитов в 1584 году в храм ворвалась толпа разгневанных горожан (представителей так называемой бюргерской оппозиции, поднявшей спонтанное восстание против рижского патрициата), которые занялись разгромом церковной утвари и предметов культуры, а также избиением священнослужителей. Так они выразили свой протест против введения в Риге григорианского календаря.
Сразу после «чистки», оказавшей непосредственное влияние на сохранность церковного интерьера, церковь перешла под управление городских властей, настроенных на тот момент откровенно антииезуитски. Тем не менее уже с 1591 года город утратил власть над храмом (что было связано с поражением восставшей бюргерской оппозиции в десятилетнем противостоянии прокатолического патрициата) и перешёл в управление Общества Иисуса теперь уже надолго, пока Рига в качестве столицы Ливонии не была присоединена к Швеции. В 1596 году башня церкви в очередной раз страдает от удара молнии.

### Шведский период
По условиям Альтмаркского мирного договора между католическим Польско-литовским государством и лютеранской Швецией, Рига официально вошла в состав шведского королевства на правах столицы Шведской Ливонии. Легендарный король-завоеватель Густав II Адольф первым делом распорядился снять с башни храма эксклюзивный рижский колокол. Можно сказать, что это был акт своеобразного возмездия: в начале шведско-польской войны (лето-осень 1605 года) этот колокол «разбудил» рижский оборонительный гарнизон и представителей различных цехов для того, чтобы те могли оказать достойный отпор захватчикам под командованием прежнего шведского короля Карла IX, который не смог взять Ригу с ходу и из-за быстрой реакции колокола вынужден был расположиться лагерем под Саласпилсом, довольствуясь невыгодной для своей армии позиционной борьбой, которая в сентябре вылилась в крайне неудачную для шведов Саласпилсскую битву. Таким образом, Густав II Адольф эффектно отыгрался за неудачи предшественника.
Помимо колокола Яковлевской церкви, новый сюзерен Ливонии забрал четыре иконы из церкви святого Николая на территории рижской Русской деревни, которые до сегодняшнего дня хранятся в музее при библиотеке Упсальского университета. В это же время церковь стала королевской лютеранской, в очередной раз поменяв свою конфессиональную принадлежность; проповеди во время служб читались также на шведском, финском и эстонском языках.
В 1656 году, когда к Риге со стороны Коброншанца подступает русское войско царя Алексея Михайловича, начинается обстрел города, в результате которого в Яковлевскую церковь попадает несколько снарядов, два из которых в память об осаде Риги были вмурованы в центральный фасад, а ещё два — в алтарную часть церкви. Позже осадившие город отступили, поскольку идея взятия города измором провалилась по причине подоспевшей со стороны Рижского залива военной помощи, вовремя обеспеченной королём Карлом X Густавом, а также из-за плохой погоды и мародёрства пригородных крестьян, систематически грабивших русские подводы.

### После шведов
В 1756 году к основному зданию храма был добавлен остроконечный восьмигранный пирамидальной формы шпиль, опирающийся на барочную основу. 2 июня 1756 года на шпиль башни был возведён традиционный петух-флюгер, который в общем благополучно дожил до наших дней.
В 1782 году был пристроен новый центральный портал с характерным посвящением Misericordias domini in aeternum cantabo, что в переводе означает «Пою во славу вечного и милосердного Господа». С 1675 по 1785 годы в притворе церкви располагался игравший важную роль для образования в Риге Королевский лицей, открытый по указанию Карла XI — его целью было создать благоприятную почву для «выращивания» чиновников шведской администрации; Лицей был построен на фундаментальных принципах гуманитарного образования. После 1785 года для лицея, который получил имя российского императора Петра Первого, по проекту Маттео Шона было отстроено новое, более вместительное здание на Замковой площади, куда он и переселился.
В 1819 году в рижской Яковлевской церкви при большом стечении народа был торжественно зачитан долгожданный указ об отмене крепостного права на территории Лифляндии. Примерно одновременно с отменой крепостного права в этом регионе оно было упразднено также в Курляндии и Эстляндии.

### Возвращение католикам

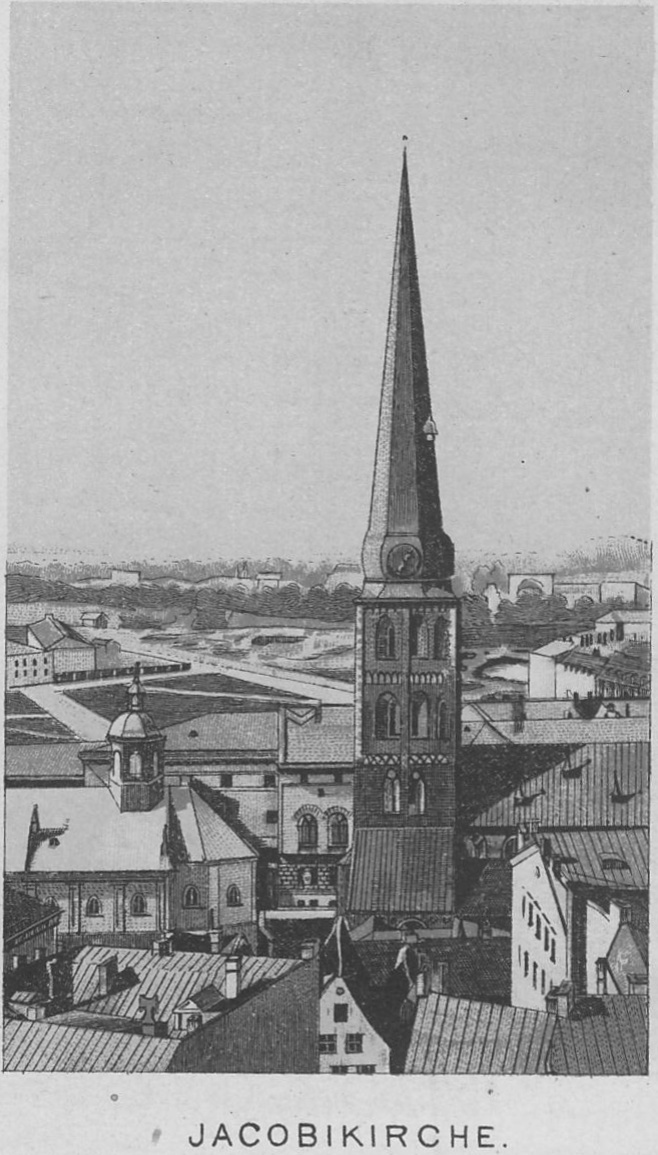
Открытка с изображением храма (1900)

С 1918 по 1923 год велись споры о том, как же следует использовать помещение церкви и, в конце концов, кому она должна принадлежать в новых условиях. Власти молодой Латвийской Республики никак не могли определить, какой из крупнейших средневековых храмов Риги следует передать латвийским католикам, у которых не было своего собора. Был проведен референдум, однако явка оказалась низкой. В итоге, после долгих горячих дискуссий было решено передать церковь святого Иакова в ведение католического архиепископа. Новое освящение церкви состоялось 3 мая 1924 года, а на следующий день в ней была отслужена месса по католическому образцу. Таким образом, 4 мая 1924 года архиепископ католической церкви Латвии Антоний Спрингович официально вступил в должность. Именно после майских событий 1924 года, когда церковь уже в четвёртый раз поменяла свою конфессиональную принадлежность, было решено перестроить храм изнутри, чтобы приспособить его для католической сакральной концепции. Тогда были снесены боковые церковные хоры, зато были построены из дерева четыре исповедальни, появился центральный алтарь и три дополнительных боковых, выполненных в неоготическом стиле.
Знаменательное событие, вошедшее не только в историю рижского храма святого Иакова, но и всей католической Латвии, состоялось 8 сентября 1993 года: церковь посетил папа римский Иоанн Павел II. Он возобновил культ епископа Мейнарда, католического апостола Ливонии, посланного Евгением III на земли балтов и вендов в конце XII века с целью их обращения в латинскую веру. В настоящее время слева от входа в главный зал церкви (сразу после вестибюля) висит памятная плита, которая доносит до нас информацию об этом событии. Вскоре после сентябрьского визита понтифика, косвенно связанного с необходимостью политического признания балтийских республик (он также посетил Гору крестов в Литве), латвийский живописец Алфей Бромултс создал религиозную картину «Святой Мейнард», которая расположена справа от триумфальной арки в храме святого Иакова.

## Характеристика интерьера
Высота башни церкви вместе со шпилем достигает 80 метров. В интерьере можно обнаружить редкий для церковного канона готического скульптурного оформления растительный орнамент, украшающий капители на хорах церкви. В свою очередь, капители венчают небольшие колонны, а в общем подобные компоненты интерьера необычны для рижской средневековой церковной скульптуры.
Сначала церковь была зального типа, в настоящее время она представляет собой трёхнефовую базилику, которая в плане достигает 27 на 50 метров. Башня расположена над центральной западной травеей (ячейкой бокового нефа), там, где находится прямоугольный алтарный придел. С северной стороны церкви расположена сакристия (ризница). Главный церковный зал (имеется в виду центральный неф храма) разделён крестообразными сводами плафона (и соответствующими им колоннами также крестообразной формы) на шесть одинаковых травей. В остальном же интерьер церкви довольно прост и скромен, что в целом соответствует концепции оформления убранства католических культовых зданий.
Одним из самых примечательных элементов интерьера рижской церкви святого апостола Якова может по праву считаться кафедра в стиле ампир. Её изготовил мастер Август Готхильф Хейбель в 1810 году. Вообще, интерьер церкви Якова отличается причудливым смешением различных архитектурных стилей, господствовавших в разные эпохи, в то время как снаружи церковь сравнительно однородна. Что касается кафедры, то она была выполнена из редкой породы красного дерева, по площади кафедры размещены интарсии с богатым растительным орнаментом и изысканными арабесками.
В 1886 году были проведены внеплановые реставрационные работы, результатом которых стало обнаружение редкой декоративной росписи (под слоем более поздней побелки), которая восходит к XV веку (при этом более точную датировку, хотя бы с точностью до половины столетия, установить не удалось). В настоящий момент «открытая» роспись служит композиционным оформлением интерьера здания церкви. В левом боковом нефе Яковлевского храма можно осмотреть фрагмент оригинального слоя окраски сводов, которому посчастливилось сохраниться до наших дней вопреки историческим перипетиям, неоднократно видоизменявшим церковь изнутри.
Несмотря на то, что церковь существенно пострадала в ходе продолжительных церковных погромов, состоявшихся в 1524 году (в ходе межконфессиональной борьбы погибла большая часть художественных ценностей), в начале XX века удалось обнаружить некоторые образы раннего оформления интерьера. В частности, речь идёт об удачной находке — Распятии Триумфа, которое было обнаружено в 1922 году в чердачных помещениях церкви. Трудно установить точное время возникновения эксклюзивного образца католического культа, однако исследователи сошлись на протяжённом периоде с 1380 по 1420 год — в промежутке между этими годами было создано Распятие Триумфа. Данное распятие по праву считается одной из древнейших скульптурных работ на территории современной Латвии.

### Алтарь
В 1680 году, когда церковь являлась главной королевской лютеранской церковью, был создан алтарь (существовал ли до этого алтаря другой, истории доподлинно неизвестно); считается, что он является самым ранним барочным алтарём в Латвии. Его создатели также неизвестны. В 1902 году было решено разобрать «одряхлевший» алтарь, что и было приведено в исполнение — сразу после ликвидации ценной сакральной реликвии решено было приступить к строительству нового алтаря. Для этих целей было приглашено два мастера: скульптор Кристоф Миттельхаузен и резчик по дереву Якоб Шраде, которые успешно справились с возложенными на них обязанностями. Однако от старого алтаря кое-что да сохранилось до наших дней: если войти в Музей истории Риги и мореходства, на одном из участков экспозиции можно обнаружить барочные по исполнению резные фигуры ангелов, которые некогда украшали старый алтарь, а теперь пополняют коллекцию деревянной скульптуры одного из крупнейших современных европейских музеев.
После перестройки интерьера в связи со сменой конфессиональной принадлежности в 1924 году, этот второй алтарь был перенесён из центра в боковой придел церкви, а на его месте появился следующий, уже третий по счёту. Через некоторое время старый алтарь 1902 года переносят в расположенную по соседству буквально напротив Рижского замка католическую церковь святой Марии-Магдалины. Затем, уже в новейший период, в 1997 году, его транспортируют в построенную незадолго до этого католическую церковь в Огре, где он украшает её интерьер и поныне.

### Орган
В 1761 году органный мастер и одновременно автор проспектов из Халле, пользовавшийся хорошей репутацией на родине, Генрих Андрей Конциус (которому в 1773 году суждено будет отремонтировать древний органный проспект рижской Домской церкви, выполненный Якобом Раабом, и так хорошо, что ему удалось фактически в первозданном виде сохраниться до наших дней) приступает к работам по созданию органа для рижской Яковлевской церкви. Орган очень скоро был готов, мастеру Конциусу щедрая лютеранская община заплатила 3400 талеров за проделанный труд. Опять-таки на сегодняшний день от первого органа остались лишь приятные воспоминания (аналогично обстоят дела с раабовским органом Домской церкви, который был заменен на известнейший в мировом масштабе валькеровский к 1883 году): сохранился лишь проспект, яркий образец стиля рококо в обрамлении церквей в Риге. Этот проспект выполнен в дереве, затем покрашен и позолочен. Новый, современный орган был изготовлен мастером Э. Мартином в 1913 году.

### Витражи

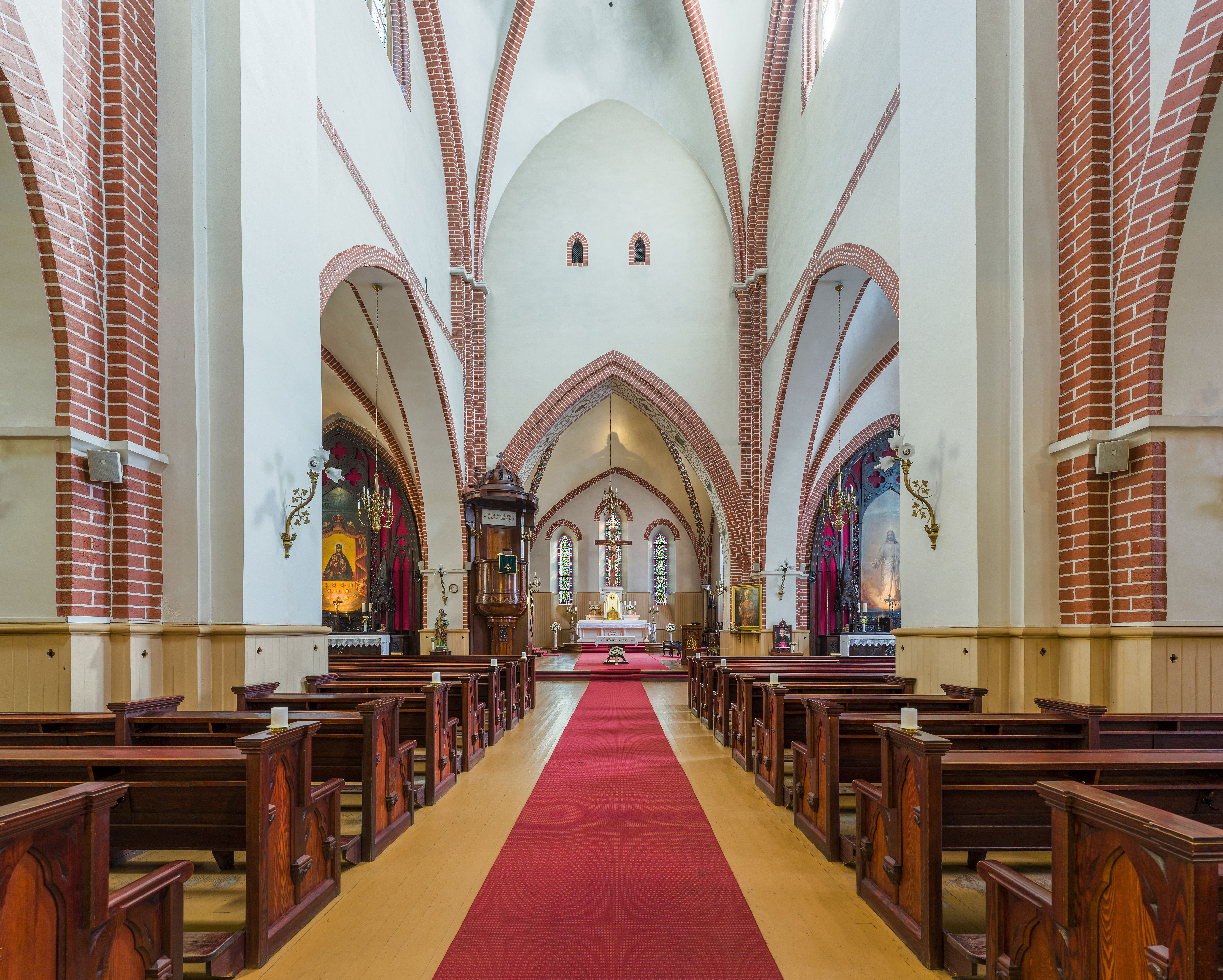
Интерьер собора

Окна рижской церкви Святого Иакова покрыты витражами, которые были созданы в прошлом веке. В частности, три красочных витража, украшающих окна восточной стены хора, были выполнены в 1902 году в стиле модерн. В этом же году был разобран старый барочный алтарь, что повлекло за собой «освобождение» центрального оконного проёма, который и был украшен витражами. При создании витражей художник использовал сакральный мотив виноградной лозы, которая в совокупности со вьющимися листьями и густыми свисающими гроздьями традиционно символизирует Святое Причастие.

## Захоронения
На историю внутрицерковных захоронений существенно повлияло решение городских властей, принятое в 1773 году в русле общеимперской городской реформы. Согласно этому решению во избежание суровых эпидемий необходимо было наложить запрет на захоронения внутри церквей в черте города. Существовавшие захоронения следовало вывезти за пределы города-крепости. Многие фамильные склепы в церкви святого Якова, в рижской Домской церкви, а также Петровской и Иоанновской церквах были закрыты и замурованы, надгробные камни и могильные плиты были подвергнуты тщательной ревизии. Уже существующие надгробия впредь стали покрывать деревянными досками, тем самым начало формироваться покрытие пола в церкви. Что касается наиболее ценных и примечательных камней, то их решено было вмуровать в церковные стены — подобную картину мы можем наблюдать во многих готических рижских церквах. В числе таковых, находящихся в Яковлевском храме, следовало бы отметить надгробную плиту Х. Фету, которая датируется 1464 года (камень), надгробную плиту Д. Руммелу 1474 года (также из камня), и надгробную плиту М. Фишеру 1490 года, тоже каменную.
Уже значительно позже, в ходе ремонтных работ, которые проводились в Яковлевской церкви в 1983 году, под полом был обнаружен уникальный в пределах Латвии ансамбль надгробий. После того, как учёные провели исследование этого ансамбля, пол был засыпан песком, а сверху уложен керамическими плитками, которые служат покрытием церковного пола до наших дней.

## Колокола
Впервые в истории Яковлевской церкви часовой колокол был приобретён в 1480 году — тогда же для того, чтобы усилить звучание и сделать мелодию главного городского «будильника» более «доступной» для публики, его поместили в маленький кивер. Главный городской набатный колокол звонил с башни храма при наводнениях, вторжениях врага, пожарах и при транспортировке «бедного грешника» от печально известных тюремных застенок на Известковой улице (ныне улица Калькю) до Ратушной площади, где его по обыкновению дожидался палач либо кто-то из его адъюнктов (помощников).
Когда бродячий подмастерье выполнял свой долг, путешествуя из своего родного города в чужой, он должен был выведывать сведения о «чудесах», которые отличали этот город от другого. В Риге роль одного из трёх чудес выполнял вышеупомянутый набатный колокол, украшавший шпиль церкви Екаба — если испытуемый подмастерье упоминал яковлевский колокол, это служило лучшим доказательством его пребывания в Риге.
В 1621 году, когда в Ригу вошли шведские войска (через восемь лет по Альтмаркскому мирному договору город станет шведским), король-завеоеватель Густав II Адольф распорядился снять набатный колокол и доставить его в Стокгольм в качестве военного трофея; там он был помещён в церковь Марии Магдалины. Следующий колокол, отлитый в 1509 году специально для нужд рижской церкви Святого Петра, вскоре пришёл на смену эвакуированному и был перенесён на Яковлевский храм.
Второй колокол был снят с башни рижской Яковлевской церкви в годы Первой мировой войны, отправлен в эвакуацию вместе со многими другими культурно-историческими ценностями, после чего был безвозвратно утерян в пучине революций.

## Мемориальная доска
На соборе установлена мемориальная доска в память об о. Францисе Трасунсе (1864—1926) — видном деятеле национально-освободительного движения в Латвии.